# Актогай (Жамбылская область)
Актогай (каз. Ақтоғай) — село в Сарысуском районе Жамбылской области Казахстана. Входит в состав Жанаарыкского сельского округа. Находится примерно в 18 км к юго-востоку от районного центра, города Жанатас. Код КАТО — 316037200.

## Население
В 1999 году население села составляло 806 человек (410 мужчин и 396 женщин). По данным переписи 2009 года, в селе проживал 781 человек (396 мужчин и 385 женщин).